# Люминизм (поэзия)
Люминисты (lumen с лат. — «свет») — группа русских поэтов начала 1920-х годов, выступивших в 1921 году с «Декларацией люминистов». В этой декларации, в частности, пояснялось:

Мы, группа поэтов, объединенных одним творческим мироощущением, воспринимаем мир не как сумму разнородных явлений, но как выражение единой сущности, лежащей в основе всего. Мы зовем это сущное Люменом.

Среди основных эстетических принципов люминизма Декларация называет «объективизацию индивидуальности (выхождение за пределы узкосубъективного психологизма)» и «монументальную лиричность (наша лирика это то, что вырубается на граните резцом по бронзе для передачи векам, мы пишем вне сегодняшнего дня)».
В группу входили молодые авторы из Москвы и Рязани, близкие к Рязанскому отделению Всероссийского союза поэтов. Подписали декларацию поэты Вениамин Кисин, Дмитрий Майзельс и Николай Рещиков. В переиздании декларации в 1924 году к ним добавились Тарас Мачтет и Наталья Кугушева.
«Литературная энциклопедия» в 1932 году характеризовала группу люминистов как незначительную и неоднородную в социальном и стилевом отношении, выделяя Вениамина Кисина в качестве наиболее талантливого её автора. Автор статьи — поэт Борис Кисин — также относил себя к этому объединению.